# مارسلا پلاسی
مارسلا پلاسی (انگلیسی: Marcella Place؛ زادهٔ april ۲۳, ۱۹۵۹ (۶۵ سال)) ورزشکار هاکی روی چمن اهل ایالات متحده آمریکا است.
وی در مسابقات کشوری و بین‌المللی در مجموع برندهٔ ۱ مدال برنز شده‌است.